# Gnaphosa mcheidzeae
Gnaphosa mcheidzeae är en spindelart som beskrevs av Mikhailov 1998. Gnaphosa mcheidzeae ingår i släktet Gnaphosa och familjen plattbuksspindlar. Inga underarter finns listade i Catalogue of Life.